# John E. Mack
John Edward Mack (4 de octubre de 1929 – 27 de septiembre de 2004) fue un psiquiatra estadounidense, escritor y profesor de la Escuela de Medicina de Harvard. Fue Premio Pulitzer en la categoría de biografía, un destacado investigador y escritor sobre experiencias de abducción y un defensor de la eliminación de las armas nucleares.

## Biografía

### Carrera temprana
Mack nació en la ciudad de Nueva York y se graduó en la Horace Mann-Lincoln School en 1947. Se graduó a su vez en la Phi Beta Kappa de Oberlin en 1951, y recibió su título médico cum laude de la Escuela de Medicina de Harvard en 1955. Se graduó en la Boston Psychoanalytic Society and Institute y se diplomó en psicoanálisis de niños y adultos.
El tema dominante del trabajo de su vida ha sido la exploración de cómo las percepciones personales del mundo afectan nuestras relaciones. Abordó este tema de la "cosmovisión" a nivel individual en sus primeras exploraciones clínicas de sueños, pesadillas y suicidio entre adolescentes, y en A Prince of Our Disorder, su estudio biográfico de la vida del oficial británico T. E. Lawrence, por el que recibió el Premio Pulitzer de Biografía en 1977.

### Activismo durante la Guerra Fría
En la década de 1980, Mack entrevistó a muchas figuras políticas internacionales como parte de su investigación sobre las causas de la Guerra Fría, incluido el expresidente Jimmy Carter y el "padre de la bomba de hidrógeno", Edward Teller.
Mack, junto con personalidades como Carl Sagan y otros Médicos para la Responsabilidad Social (filial estadounidense de la Asociación Internacional de Médicos para la Prevención de la Guerra Nuclear) promovió la eliminación de las armas nucleares y el fin del conflicto latente entre los Estados Unidos y la URSS. Envalentonados por la recepción de la organización del Premio Nobel de la Paz en 1985, Mack, Sagan y otros 700 académicos caminaron por los terrenos del emplazamiento de pruebas de Nevada en el verano de 1986, estableciendo un récord de desobediencia civil para ese centro de pruebas de armas nucleares.

### Fenómeno de abducción extraterrestre
A principios de la década de 1990, Mack comenzó un estudio de más de una década de 200 hombres y mujeres que informaron experiencias recurrentes de abducción extraterrestre. Tales encuentros habían recibido cierta atención limitada por parte de figuras académicas (R. Leo Sprinkle quizás fuera el primero, en la década de 1960). Mack, sin embargo, sigue siendo probablemente el académico más estimado en haber estudiado el tema.
Inicialmente sospechó que esas personas padecían enfermedades mentales, pero al no haber patologías obvias tras las entrevistas, su interés se despertó. Tras el estímulo de su viejo amigo Thomas Kuhn, quien predijo que el tema podría ser controvertido, pero instándole a recopilar datos y a ignorar el análisis materialista, dualista y de "uno u otro" prevaleciente, Mack comenzó un estudio concertado y entrevistas. Muchos de los entrevistados informaron que sus encuentros habían afectado su forma de ver el mundo, incluyendo la producción de un mayor sentido de la espiritualidad y de la preocupación por el medio ambiente.
Mack fue algo más cauteloso en sus investigaciones e interpretaciones del fenómeno de abducción que los investigadores anteriores. El profesor de literatura Terry Matheson escribe que "en general, Mack presenta una consideración tan imparcial como se ha visto hasta la fecha, al menos en lo que respecta a estas narraciones de abducción". En una entrevista de 1994, Jeffrey Mishlove declaró que Mack parecía "inclinado a tomar estos informes [de abducción] al pie de la letra". Mack respondió diciendo "Yo no diría al pie de la letra. Los tomo en serio. No tengo forma de dar cuenta de ellos". De manera similar, la BBC citó a Mack diciendo: "Nunca diría, sí, hay extraterrestres abduciendo personas. [Pero] sí diría que aquí hay un poderoso fenómeno convincente que no puedo explicar de ninguna otra manera, eso es misterioso. Sin embargo, no puedo saber qué es, pero me parece que invita a una investigación mayor y más profunda".
Mack advirtió que había una historia mundial de experiencias visionarias, especialmente en sociedades preindustriales. Un ejemplo es la búsqueda de visión común a algunas culturas nativas americanas. Solo recientemente, en la cultura occidental, observa Mack, se han interpretado tales eventos visionarios como aberraciones o como enfermedad mental. Mack sugirió que las experiencias de abducción podrían considerarse como parte de esta tradición más amplia de encuentros visionarios.
Su interés en los aspectos espirituales o transformacionales de las experiencias de abducción, y su sugerencia de que estas en sí mismas podrían ser más trascendentes que físicas en su naturaleza -aunque reales- lo diferenció de muchos de sus contemporáneos, como Budd Hopkins, que abogó por la realidad física de los extraterrestres.
Su investigación posterior se amplió a la consideración general de los méritos de una noción expandida de la realidad, que permite experiencias que pueden no encajar en el paradigma materialista occidental, pero que afectan profundamente las vidas de las personas. Su segundo (y último) libro sobre las experiencias de abducción, Passport to the Cosmos: Human Transformation and Alien Encounters (1999), fue tanto un tratado filosófico que conecta los temas de espiritualidad y cosmovisión moderna, como la culminación de su trabajo con los "experimentadores" de encuentros extraterrestres, a quienes está dedicado el libro.
En 1993 le fue concedido el Premio Ig Nobel de Psicología, compartido con el historiador David Jacobs.

### Investigación
En mayo de 1994, el Decano de la Escuela de Medicina de Harvard, Daniel C. Tosteson, nombró un comité de colegas para revisar confidencialmente la atención e investigación clínicas de Mack de las personas que compartieron sus encuentros extraterrestres con él (algunos de sus casos fueron incluidos en el libro de Mack de 1994 Abduction). En el mismo artículo de la BBC citado anteriormente, Angela Hind escribió: "Fue la primera vez en la historia de Harvard que un profesor titular fue sometido a una investigación de ese tipo". Mack describió la investigación como "kafkiana": nunca supo el estado de la investigación en curso, y la naturaleza de las quejas de sus críticos no fue revelada a Mack hasta que el comité preparó un borrador de informe a los ocho meses del proceso. Debido a que el comité no era un comité disciplinario, no se regía por ninguna norma de procedimiento establecida; la presentación de una defensa fue, por lo tanto, difícil y costosa para Mack.
El presidente del comité fue Arnold "Budd" Relman, doctor en Medicina, profesor de Medicina y Medicina Social en la Escuela de Medicina de Harvard, quien ejerció como editor del New England Journal of Medicine. Según Daniel Sheehan, uno de los abogados de Mack, el borrador del informe del comité sugería que "Comunicar, de cualquier manera, a una persona que ha informado de un 'encuentro cercano' con una forma de vida extraterrestre que esta experiencia podría haber sido real... es profesionalmente irresponsable".
Tras la revelación pública de la existencia del comité (revelada inadvertidamente durante la solicitud de testigos para la defensa de Mack, a diez meses del proceso), surgieron preguntas de la comunidad académica (incluido el profesor de Derecho de Harvard Alan Dershowitz) sobre la validez de una investigación de un profesor titular que no fue sospechoso de violaciones de ética o mala conducta profesional. Concluyendo la investigación de catorce meses, Harvard emitió una declaración afirmando que el decano había "reafirmado la libertad académica del Dr. Mack para estudiar lo que deseaba y expresar sus opiniones sin impedimento", concluyendo que "el Dr. Mack sigue siendo un miembro de buena reputación de la Facultad de Medicina de Harvard " (Mack fue censurado en el informe del comité por lo que ellos creían que eran errores metodológicos, pero el decano Tosteson no tomó ninguna medida basada en la evaluación del comité). Había recibido ayuda legal de Roderick MacLeish y Daniel P. Sheehan, (del caso Pentagon Papers) y el apoyo de Laurance Rockefeller, quien también financió la organización sin fines de lucro de Mack durante cuatro años consecutivos a $ 250,000 por año.

### Fallecimiento
El lunes 27 de septiembre de 2004, mientras estaba en Londres para dar una conferencia auspiciada por la T. E. Lawrence Society, Mack falleció al ser atropellado por un conductor ebrio que se dirigía al oeste por Totteridge Lane. Iba caminando solo a casa, después de una cena con amigos, cuando fue golpeado a las 11:25 p. m. cerca del cruce de Totteridge Lane y Longland Drive. Perdió el conocimiento en la escena del accidente y fue declarado muerto poco después. El conductor fue arrestado en la escena, y más tarde se declaró culpable por conducción imprudente bajo los efectos del alcohol. La familia de Mack solicitó clemencia para el sospechoso en una carta a la Wood Green Crown Court. "Aunque este fue un evento trágico para nuestra familia", dice la carta, "creemos que el comportamiento [del acusado] no fue malicioso ni intencional, y no tenemos mala voluntad hacia él, ya que nos enteramos de las circunstancias de la colisión".

## Obra
Escribió los siguientes libros:
- Passport to the Cosmos: Human Transformation and Alien Encounters (1999)
- Abduction: Human Encounters with Aliens (1994)
- A Prince of Our Disorder: The Life of T.E. Lawrence (1976)
- Nightmares and Human Conflict (1970)

Colaboraciones:
- The Alchemy of Survival: One Woman's Journey (1988)
- Vivienne: The Life and Suicide of an Adolescent School Girl (1977)

Fue editor o coeditor de:
- Mind Before Matter: Vision of a New Science of Consciousness (2007; reemplazado por Paul Devereux)
- Alien Discussions: Proceedings of the Abduction Study Conference Held at M.I.T. Cambridge, MA (1995)
- Human Feelings: Explorations in Affect Development and Meaning (1993)
- Development and Sustenance of Self-Esteem in Childhood (1984)
- Borderline States in Psychiatry - Seminars in Psychiatry (1975)

Inédito:
- When Worldviews Collide: A Paradigmatic Passion Play, un manuscrito sobre la investigación de Harvard, se completó en gran parte en el momento de su muerte y está en desarrollo como una película.[14]
- Elisabeth and Mark Before and After Death: The Power of a Field of Love,[12] descrito en Vanity Fair como un manuscrito inédito sobre la Dra. Elisabeth Targ, de hecho existe solo como un esbozo y como horas de transcripciones de entrevistas.

También escribió el prólogo de Paths Beyond Ego: The Transpersonal Vision (1993), las introducciones a The PK Man: A True Story of Mind Over Matter (2000) de Jeffrey Mishlove y Secret Life (1992) de David M. Jacobs, y contribuyó en capítulos de varios libros, incluyendo The Long Darkness: Psychological and Moral Perspectives on Nuclear Winter (1986), The Psychology of Terrorism Vol. 1: A Public Understanding (2002) y The Psychospiritual Clinician's Handbook (2005).

## Cultura popular
- Fue ilustrado por la dibujante Roz Chast en la tira de cuatro páginas a color Aliens, Ahoy !, publicada en la revista DoubleTake de la Universidad Duke, edición de invierno de 1999.[15]
- Aparece como un personaje en el libro de poesía de William Baer The Unfortunates (1997).[15]
- Fue entrevistado para el documental sobre el Dalai Lama Dalai Lama Renaissance,[16] donde habló sobre sus conversaciones con el Dalai Lama sobre extraterrestres,[17] pero la entrevista no se incluyó en la edición final de la película.
- Tras cuatro años de negociaciones con la familia de John Mack, MakeMagic Productions consiguió los derechos para rodar una película sobre la vida del psiquiatra.[18]

## Edición en español
- Abducidos. Traducción Cristina Sardoy, ilustración Óscar Bometón. Editorial Reediciones Anómalas. 2019. ISBN 978-84-09-11135-0.
- Contactos. 13 casos reales de secuestros por extraterrestres. Traducción Cristina Sardoy. Buenos Aires. Editorial Atlántida. 1995. ISBN 978-950-08-1404-1.